# Ricimiro
Ricimiro, Ricimero, Recemiro o Richimiro (f. 631), fue hijo de Suintila, rey de los visigodos (621-631), con quien cogobernó desde 625.